# Johann Birner
 Johann Adam Birner  (*  1. Dezember 1858 in München; † 30. Mai 1924 in Hamburg) war ein deutscher Politiker der SPD.

## Leben und Politik
Johann Birner lernte nach der Volksschule die Berufe Schmied und Feilenhauer und ließ sich 1881 in Hamburg nieder. Bis 1894 war er als Seemann, Metall- und Werftarbeiter tätig. In den 1880er Jahren wurde er als Vertrauensmann der Metallarbeiter gewählt und gehörte seit 1891 als Vorstandsmitglied der Filiale des Metallarbeiterverbands in Hamburg an. Von Juni 1894 bis zu seinem Tode war er zudem besoldeter Erster Vorsitzender der Allgemeinen Sterbekasse in Hamburg.
Für seine Partei übernahm er den Posten als Vorstandsmitglied im Bezirk Eimsbüttel. Er gehörte der Hamburgischen Bürgerschaft von 1916  bis 1924 an. In dieser Zeit war er von 1919 bis 1924 zudem Mitglied der Vormundschaftsbehörde.